# علی سعید عبدالله
علی سعید عبدالله (انگلیسی: Ali Saeed Abdulla؛ زادهٔ ۲۴ سپتامبر ۱۹۷۹) بازیکن فوتبال اهل بحرین بود.
وی همچنین در تیم ملی فوتبال بحرین بازی کرده‌است.